# გ
გ (gani) – trzecia litera alfabetu gruzińskiego. Jest wykorzystywana do zapisu głoski [g], czyli spółgłoski zwartej miękkopodniebiennej dźwięcznej. Odpowiednik polskiej litery G. W systemie Unikod ta litera oznaczona jest jako U+10D2.

Litera ბ w trzech gruzińskich pismach
Asomtavruli
Nuskhuri
Mkhedruli

## Przykłady
| Słowo      | Transliteracja | Tłumaczenie            |
| ---------- | -------------- | ---------------------- |
| გორი       | gori           | Gori (miasto w Gruzji) |
| გამარჯობა! | gamardżoba!    | Cześć!/Dzień dobry!    |
| კარგი      | kargi          | w porządku             |